# 重慶衛
重慶衛是明代的一個衛所。洪武四年（1371年）十月置重慶守御千戶所，命千戶左輔領兵守之。洪武六年（1373年）十一月，改重慶守御千戶所為重慶衛。初，巴縣王立保作亂，稱應天大將軍，燒佛圖關，犯通遠門、南紀門二門，千戶左輔擊走之。至是立衛治，命指揮戴鼎守之。所、衛治重慶，初隸成都都衛，洪武八年（1375年）隸四川都司。

## 轄區
衛指揮正三品，宣慰司宣慰使從三品、宣撫司宣撫使從四品、安撫司安撫使從五品、長官司長官正六品。
- 洪武八年十二月丙申（1376年1月2日），置鎮南大奴、辰原、龍潭、采色、台平、上河六安撫司，皆隸重慶衛，又置墨假、蠻王（蠻玉）、西平、波皮、龍爪、常亞六洞長官司。墨假、蠻王（蠻玉）、西平、波皮四洞長官司隸鎮南大奴安撫司，龍爪洞長官司隸台平安撫司，常亞洞長官司隸上河安撫司[2]。
- 散毛宣撫司，元至元三十年（1293年）四月置散毛洞蠻夷官。三十一年（1294年）五月升為府，屬四川等处行中书省。至正六年（1346年）七月改散毛誓壓等處軍民宣慰司。明玉珍改散毛宣慰使司都元帥。洪武七年（1374年）五月改散毛沿邊宣慰司，屬四川重慶衛。二十三年（1390年）廢。永樂二年（1404年）五月置散毛長官司，屬大田軍民千戶所。四年（1405年）三月升宣撫司，屬施州衛。
- 酉陽宣慰司，元酉陽州，屬懷德府。明玉珍改沿邊溪洞軍民宣慰司。洪武五年（1372年）四月仍置酉陽州，兼置酉陽宣慰司，州尋廢。八年正月改宣慰司為宣撫司，屬四川都司。永樂十六年（1418年）改屬重慶衛。天啟元年（1621年）升為宣慰司。
- 石砫宣慰司，元石砫軍民宣撫司。明夏改安撫司。明洪武八年（1375年），改石砫安撫司為宣撫司，屬重慶衛。世宗嘉靖四十年（1561年），改屬夔州衛，熹宗天啟元年（1621年），升宣慰司。
- 瞿唐守御千戶所，洪武四年（1371年）在瞿唐口建瞿唐守御千戶所，隸湖廣都司。洪武九年（1376年），改隸重慶衛。洪武十二年（1379年），千戶所升為瞿唐衛，隸屬湖廣行都司。
- 黔江守御干戶所，洪武十一年（1378年）九月甲申，置黔江守御干戶所，隸重慶衛。